# Trembleya laniflora
Trembleya laniflora är en tvåhjärtbladig växtart som beskrevs av Célestin Alfred Cogniaux. Trembleya laniflora ingår i släktet Trembleya och familjen Melastomataceae. Inga underarter finns listade i Catalogue of Life.